# Pingo National Landmark
Pingo National Landmark er et beskyttet naturområde på omkring 16 km², der omfatter otte pingoer (jorddækkede iskerner) 5 kilometer vest for Tuktoyaktuk og omkring 30 km øst for Mackenzie Rivers udløb i det Nordlige ishav, i Northwest Territories, Canada.  Det ligger i et kystområde  som har 1.350 pingoer, hvilket er omtrent en fjerdedel af alle verdens pingoer.
Ibyuk Pingo som er Canadas højeste og verdens næsthøjeste pingo på  49 meter, ligger inden for det beskyttede område. Den vokser med 2 cm hvert år og anslås at være 1.000 år gammel.

## Dyreliv
På grund af områdets ringe størrelse er det få dyr som lever hele året i området.
Rensdyr fra Bluenose West og Cape Bathurst ses sommetider spise inden for området. Større rovdyr som grizzlybjørn, isbjørn og ulv kan vandre igennem området på jagt efter  mad. Mindre dyr som polarræv, rød ræv og arktisk jordegern (Spermophilus parryi) er mere almindelige her. De relativt tørre og sandede bjergskråninger er ideelle for disse smådyr.
Regionen er et vigtigt habitat for både yngle- og trækfugle, særligt havfugle. I løbet af det sene forår er området rasteplads for gæs som knortegås, snegås og blisgås. Området er også vigtigt for pibesvane og lom. Andefugle, som gråand, amerikansk krikand, kongeedderfugl , edderfugl og havlit er almindelige ligesom et varieret udbud af måger og vadefugle.